# Heinrich Rickert

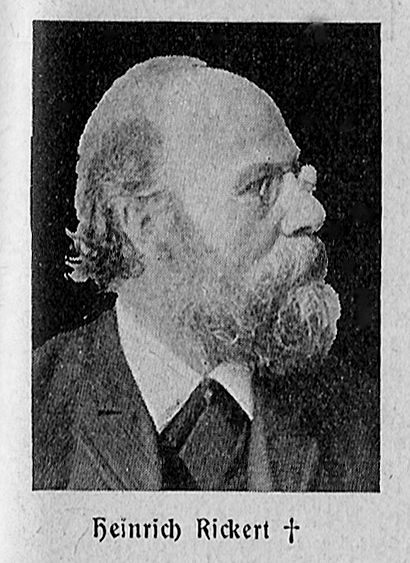
Heinrich Rickert

Heinrich Rickert (25. května 1863 Gdansk – 25. července 1936 Heidelberg) byl německý novokantovský filosof.

## Život a myšlení
Studoval nejprve v Berlíně historii, fysiologii a filosofii, od roku 1885 ve Štrasburku u Wilhelma Windelbanda. Roku 1896 se v Curychu seznámil s filosofem Richardem Avenariem a roku 1888 u Windelbanda promoval prací K nauce o definici. Roku 1891 se ve Freiburgu habilitoval prací Předmět poznání a tam pak také přednášel, od roku 1894 jako profesor. Po smrti W. Windelbanda nastoupil po něm v Heidelbergu, na jeho místo ve Freiburgu přišel Edmund Husserl. Mezi jeho kolegy v Heidelbergu byli Hans Driesch a Karl Jaspers, s nímž vedl dlouhou polemiku.
Po zmatcích mládí se Rickert přiklonil k novokantovství svého učitele Windelbanda a zabýval se hlavně filosofií hodnot. „Hodnoty nejsou žádné skutečnosti, fyzické ani psychické. Jejich podstata netkví v nějaké faktičnosti, nýbrž v tom, že platí.“  Rickert rozlišuje šest „hodnotových oblastí“:
1. logiku, to jest přísný úsudek, pravdu, vědu;
2. estetiku, kam patří umění a krása;
3. mystiku;
4. etiku s mravností včetně sociálních otázek;
5. erotiku a
6. náboženství jakožto zbožnost.[2]

Rickert významně ovlivnil Maxe Webera, který od něho přejal i pojem „ideálního typu“. Během života získal řadu ocenění a četných doktorátů a roku 1932 byl penzionován.

## Hlavní spisy
- Der Gegenstand der Erkenntnis (Předmět poznání, 1892)
- Kulturwissenschaft und Naturwissenschaft (Kulturní a přírodní věda, 1899)
- Die Philosophie des Lebens (Filosofie života, 1920)
- Grundprobleme der Philosophie: Methodologie – Ontologie – Anthropologie (Základní problémy filosofie, 1934)